# Jiřina Kumstátová
Jiřina Kumstátová (roz. Skoupá, 2. února 1947 Litoměřice – 10. prosince 2020) byla česká historička umění, kurátorka a galeristka. Po většinu své kariéry byla spjata s výtvarným a galerijním prostředím v Litoměřicích.

## Životopis
Narodila se v Litoměřicích v severních Čechách. V letech 1968 až 1974 studovala dějiny umění na Filozofické fakultě Univerzity Karlovy v Praze, mj. a navštěvovala semináře Jaroslava Pešiny a Jaromíra Homolky, absolvovala diplomovou prací o na Litoměřicku působícím německém sochaři a řezbáři Ulrichu Creutzovi. 
V roce 1976 nastoupila jako kurátorka do Památníku Terezín, nedaleko Litoměřic. Zde se mj. zasazovala o obohacení zdejších sbírek o exponáty soudobého umění, včetně autorů, kteří v období komunistického režimu v Československu, zejména pak éře normalizace, nemohli svobodně vystavovat. Pod jejím vedením zde byla vystavována díla mj. Jiřího Sozanského, Oldřicha Kulhánka, Ivana Bukovského, Ivana Dolejška, Zdeňka Berana, Petra Kováře či Lubomíra Janečka. V roce 1987 získala titul PhDr.
Roku 1990 nastoupila v pozici kurátorky do litoměřické Galerie výtvarného umění, roku 1992 přejmenované na Severočeskou galerii výtvarného umění v Litoměřicích. V letech 1991 až 1992 galerii krátce přechodně vedla. V období po Sametové revoluci mj. pokračovala v linii prezentace v době komunismu omezovaných umělců, mj. včetně přípravy výstavy výtvarníků ze Skupiny 42. V roce 1992 připravila v Litoměřicích mezinárodní sympozium o osobnosti česko-italského barokního architekta Octavia Broggia, který v Litoměřicích působil, jehož tématem byl mj. neutěšený stav historických památek v severních Čech. Záštitu nad akcí tehdy převzali mj. pražský arcibiskup František Tomášek či prezident republiky Václav Havel. Výrazně se též zasloužila o vznik Galerie a muzea litoměřické diecéze roku 1995, kde se následně podílela na přípravě sbírek církevního umění. V roce 2005 se podílela na projektu přetvoření jednoho z parkánů městského opevnění ve výstavní prostor. Za svou kariéru byla autorkou několika kunsthistorických publikací.
V letech 2005 až 2008 působila jako členka výboru Uměleckohistorické společnosti. V roce 2006 odešla do důchodu, v roce 2019 se do Severočeské galerie opět navrátila jako správkyně depozitáře. 
Jiřina Kumstátová zemřela 10. prosince 2020 následkem onemocnění covid-19 během celosvětové pandemie v letech 2019 až 2022.

## Dílo (výběr)
- Ulrich Creutz, kameník náhrobku Jana Hasištejnského z Lobkovic, a otázka jeho českých dřevořezeb (diplomová práce FF UK v Praze, 1974, nepublikováno)
- České moderní výtvarné umění. 90. léta 19. století. (1988)[2]